# Vasif Adıgözəlov
Vasif Zülfüqar oğlu Adıgözəlov (auch Vasif Adigözälov; russisch Васиф Зульфугар оглы Адыгезалов;* 28. Juli 1935 in Baku, Aserbaidschanische SSR, Sowjetunion; 15. September 2006 in Baku, Aserbaidschan) war ein aserbaidschanischer Komponist und Musikpädagoge. Er erhielt 1989 den Ehrentitel Volkskünstler der Aserbaidschanischen SSR.

## Leben
Vasif Adıgözəlovs Vater war der aserbaidschanische Sänger Zülfü Adıgözəlov. Mit zehn Jahren erhielt er seinen ersten Klavierunterricht an der Bulbul Musikschule am Konservatorium in Baku. 1953 begann er ein Studium am Aserbaidschanischen Staatskonservatorium in Baku. Er studierte Komposition bei Qara Qarayev und Klavier bei Simuzar Guliyev. 1959 wurde er graduiert. Ab 1958 war Musikeditor beim Staatlichen Rundfunk- und Fernsehkomitee. Er wurde Leiter der A.Zeynallı Musikschule in Baku. Ab 1972 unterrichtete er in leitender Funktion am Aserbaidschanischen Staatskonservatorium in Baku. Hier leitete er die Abteilung für Chorleitung. 1973 wurde ihm der Ehrentitel Заслуженный деятель искусств, Verdienter Künstler, verliehen. Er war viele Jahre Direktor des Bakı Musiqi Texnikumunda [Musik-Technikum Baku], künstlerischer Leiter des aserbaidschanischen Staatsensembles für Gesang und Tanz und der Staatlichen Aserbaidschanischen Philharmonischen Gesellschaft. 1990 wurde er zum geschäftsführenden Sekretär der aserbaidschanischen Komponistenvereinigung gewählt. Im selben Jahr erhielt er den Staatspreis und 1995 wurde ihm der Şöhrət-Orden verliehen. Von 2000 bis zu seinem Tod 2006 war er Vorsitzender der aserbaidschanischen Komponistenvereinigung. Vasif Adıgözəlov ist der Bruder des Sängers Rauf Adıgözəlov (1940–2002) und Vater des Dirigenten Yalçın Adıgözəlov (* 1959).

## Werke (Auswahl)
Vasif Adıgözəlov kompositorisches Schaffen zeigte sich in verschiedenen Genres. Er schrieb die zwei Opern Ölülər [Tod] und Natəvan [Nathan], sechs musikalische Komödien, Sinfonien, sinfonische Gedichte und Instrumentalkonzerte. Daneben schrieb er diverse kammermusikalische Kompositionen, mehr als hundert Lieder und Romanzen, so wie Schauspiel- und Filmmusiken. Ein Schwerpunkt seines Schaffens lag auch auf Klaviermusik. In den 1990ern schrieb er die drei Oratorien Qarabağ şikəstəsi, Çanaqqala, welches die Schlacht von Gallipoli thematisiert, und Qəm karvanı [Karawane der Trauer].

## Rezeption und Gedenken
Aus Anlass des achtzigsten Geburtstags fand im Oktober 2015 in Baku ein Festival zu Ehren Vasif Adıgözəlovs statt. Auf dem Programm standen Konzerte mit Werken des Komponisten. Neben mehreren Konzerten wurde am 30. Oktober im Akademischen Opern- und Balletttheater seine Oper Natəvan aufgeführt.